# Mark Ronson
Mark Daniel Ronson (Londen, 4 september 1975) is een Britse muziekproducer, muzikant en dj. Hij speelt gitaar, basgitaar en keyboard. Daarnaast is Ronson medeoprichter van het platenlabel Allido Records.

## Carrière

### Here Comes the Fuzz
In september 2003 kwam Ronsons debuutalbum Here comes the fuzz uit. Het is een album dat gericht is op Amerikaanse hiphop, met samenwerkingen met Sean Paul, Nate Dogg en Ghostface Killah. Desondanks werd het geen groot succes, met uitzondering van de single Ooh wee, dat een sample bevat van Sunny van Boney M, en een samenwerking betrof met de artiesten Nate Dogg, Ghostface Killah en Peter Pussykin.

### Version
In april 2006 bracht Ronson zijn tweede album Version uit. Het album bevat covers als Oh my God van de Kaiser Chiefs, gezongen door Lily Allen, een instrumentale versie van het nummer God put a smile upon your face van Coldplay, Toxic van Britney Spears en Valerie van The Zutons. Dit laatste nummer werd gezongen door Amy Winehouse. Het nummer werd een nummer 1-hit in Nederland en stond vier weken bovenaan in de Nederlandse Top 40.
In januari 2008 werd Ronson genomineerd voor drie Brit Awards:
- British Male Solo Artist gewonnen
- British Album (voor Version)
- British Single (voor Valerie)

## Privéleven
Ronson had sinds 2009 een relatie met Josephine de la Baume, met wie hij trouwde op 3 september 2011 en van wie hij scheidde in oktober 2018.
Op 7 augustus 2021 hertrouwde hij met Grace Gummer.

## Discografie

### Albums
| Album met eventuele hitnotering(en) in de Nederlandse Album Top 100 | Datum van verschijnen | Datum van binnenkomst | Hoogste positie | Aantal weken | Opmerkingen           |
| ------------------------------------------------------------------- | --------------------- | --------------------- | --------------- | ------------ | --------------------- |
| Version                                                             | 22-06-2007            | 12-01-2008            | 44              | 12           |                       |
| Record Collection                                                   | 24-09-2010            | 02-10-2010            | 67              | 2            | met The Business Intl |
| Uptown Special.                                                     | 2015                  | 24-01-2015            | 5               | 12           |                       |

| Album met hitnotering(en) in de Vlaamse Ultratop 200 albums | Datum van verschijnen | Datum van binnenkomst | Hoogste positie | Aantal weken | Opmerkingen           |
| ----------------------------------------------------------- | --------------------- | --------------------- | --------------- | ------------ | --------------------- |
| Record Collection                                           | 2010                  | 02-10-2010            | 61              | 4            | met The Business Intl |
| Uptown Special.                                             | 2015                  | 24-01-2015            | 12              | 31           |                       |

### Singles
| Single met eventuele hitnotering(en) in de Nederlandse Top 40 | Datum van verschijnen | Datum van binnenkomst | Hoogste positie | Aantal weken | Opmerkingen                                                     |
| ------------------------------------------------------------- | --------------------- | --------------------- | --------------- | ------------ | --------------------------------------------------------------- |
| Ooh Wee                                                       | 2003                  | 27-09-2003            | tip11           | -            | met Ghostface Killah en Nate Dogg / Nr. 82 in de Single Top 100 |
| Valerie                                                       | 2007                  | 12-01-2008            | 1(4wk)          | 23           | met Amy Winehouse / Nr. 1 in de Single Top 100 / Alarmschijf    |
| Bang Bang Bang                                                | 31-05-2010            | -                     |                 |              | met The Business Intl & Q-Tip / Nr. 68 in de Single Top 100     |
| Anywhere in the World                                         | 02-04-2012            | 14-04-2012            | tip18           | -            | met Katy B / Nr. 84 in de Single Top 100                        |
| Uptown Funk                                                   | 2014                  | 22-11-2014            | 4               | 29           | met Bruno Mars / Nr. 2 in de Single Top 100                     |
| Feel About You                                                | 2018                  | 28-07-2018            | tip17           | -            | met Silk City, Diplo & Mapei                                    |
| Electricity                                                   | 2018                  | 15-09-2018            | 5               | 17           | met Dua Lipa, Silk City & Diplo / Nr. 13 in de Single Top 100   |
| Nothing Breaks Like a Heart                                   | 2018                  | 15-12-2018            | 4               | 17           | met Miley Cyrus / Nr. 22 in de Single Top 100 / Alarmschijf     |
| Late Night Feelings                                           | 2019                  | 13-04-2019            | tip7            | 7            | met Lykke Li                                                    |
| New Love                                                      | 2021                  | 23-01-2021            | tip11           | 4            | met Ellie Goulding                                              |

| Single met hitnotering(en) in de Vlaamse Ultratop 50 | Datum van verschijnen | Datum van binnenkomst | Hoogste positie | Aantal weken | Opmerkingen                                       |
| ---------------------------------------------------- | --------------------- | --------------------- | --------------- | ------------ | ------------------------------------------------- |
| Ooh Wee                                              | 2003                  | 11-10-2003            | tip6            | -            | met Ghostface Killah & Nate Dogg                  |
| Oh my god                                            | 2007                  | 01-09-2007            | tip19           | -            | met Lily Allen                                    |
| Valerie                                              | 2007                  | 01-03-2008            | 18              | 21           | met Amy Winehouse / Nr. 8 in de Radio 2 Top 30    |
| Bang Bang Bang                                       | 2010                  | 31-07-2010            | tip3            | -            | met The Business Intl & Q-Tip                     |
| The Bike Song                                        | 27-09-2010            | 06-11-2010            | tip19           | -            | met The Business Intl, Kyle Falconer & Spank Rock |
| Somebody to Love Me                                  | 08-11-2010            | 05-02-2011            | 16              | 10           | met The Business Intl, Boy George & Andrew Wyatt  |
| Anywhere in the World                                | 2012                  | 31-03-2012            | tip13           | -            | met Katy B                                        |
| Uptown Funk!                                         | 2014                  | 22-11-2014            | 1(3wk)          | 40           | met Bruno Mars                                    |
| Feel Right                                           | 2015                  | 30-05-2015            | 45              | 4            | met Mystikal                                      |
| Everyday                                             | 2015                  | 13-06-2015            | tip14           | -            | met A$AP Rocky, Rod Stewart & Miguel              |
| I Can't Lose                                         | 2015                  | 29-08-2015            | tip10           | -            | met Keyone Starr                                  |
| Standing in the Rain                                 | 2016                  | 10-09-2016            | tip9            | -            | met Action Bronson & Dan Auerbach                 |
| Only Can get Better                                  | 2018                  | 30-06-2018            | tip             | -            | met Silk City, Diplo & Daniel Merriweather        |
| Diamonds Are Invincible                              | 2018                  | 08-09-2018            | tip             | -            | met Michael Jackson                               |
| Electricity                                          | 2018                  | 15-09-2018            | 6               | 25           | met Dua Lipa, Silk City & Diplo                   |
| Nothing Breaks Like a Heart                          | 2018                  | 15-12-2018            | 2               | 28           | met Miley Cyrus / Nr. 2 in de Radio 2 Top 30      |
| Happy Xmas (War is over)                             | 2018                  | 29-12-2018            | tip             | -            | met Miley Cyrus & Sean Ono Lennon                 |
| Late Night Feelings                                  | 2019                  | 20-04-2019            | tip5            | -            | met Lykke Li                                      |
| Find U Again                                         | 2019                  | 08-06-2019            | tip29           | -            | met Camila Cabello                                |
| Don't Leave Me Lonely                                | 2019                  | 05-10-2019            | tip             | -            | met Yebba                                         |
| Then There Were Two                                  | 2019                  | 07-12-2019            | tip7            | -            | met Anderson .Paak                                |
| New Love                                             | 2021                  | 30-01-2021            | tip30           | -            | met Silk City & Ellie Goulding                    |

### NPO Radio 2 Top 2000
| Nummers met noteringen in de NPO Radio 2 Top 2000 | '09 | '10 | '11 | '12 | '13 | '14 | '15 | '16 | '17 | '18 | '19  | '20  | '21 | '22 | '23 | '24 |
| ------------------------------------------------- | --- | --- | --- | --- | --- | --- | --- | --- | --- | --- | ---- | ---- | --- | --- | --- | --- |
| Nothing Breaks Like a Heart (met Miley Cyrus)     | ×   | ×   | ×   | ×   | ×   | ×   | ×   | ×   | ×   | -   | 1935 | 1751 | -   | -   | -   | -   |
| Uptown Funk (met Bruno Mars)                      | ×   | ×   | ×   | ×   | ×   | -   | 206 | 251 | 477 | 346 | 492  | 583  | 609 | 771 | 862 | 872 |
| Valerie (met Amy Winehouse)                       | 253 | 236 | 72  | 139 | 203 | 522 | 532 | 646 | 509 | 317 | 357  | 411  | 483 | 468 | 449 | 390 |

1. ↑  Een '-' betekent dat het nummer niet was genoteerd, een '×' betekent dat het nummer nog niet was uitgebracht en een vetgedrukt getal geeft de hoogste notering van een nummer aan.
2. ↑  2009 was het eerste jaar met een notering voor Mark Ronson.

### Geproduceerd
- 2001 Like A feather - Nikka Costa
- 2002 School's in - J-Live
- 2004 City rules - Daniel Merriweather (ft. Saigon)
- 2004 She's got me - Daniel Merriweather
- 2005 These days - Rhymefest
- 2006 Lovelight - Robbie Williams
- 2006 Littlest things - Lily Allen
- 2006 Rehab - Amy Winehouse
- 2007 Bongo Bong and Je ne t'aime plus - Robbie Williams
- 2007 You know I'm no good - Amy Winehouse
- 2007 Back to black - Amy Winehouse
- 2007 One more chance - Candie Payne
- 2007 Slow down baby - Christina Aguilera
- 2007 Wake up call (Remix) - Maroon 5 (ft. Mary J. Blige)
- 2007 Love is a losing game - Amy Winehouse
- 2008 Off with their heads - Kaiser Chiefs
- 2008 Tropical moonlight - Jordan Galland
- 2010 All you need is now - Duran Duran
- 2014 Uptown funk! - Bruno Mars
- 2018 Shallow - Lady Gaga & Bradley Cooper
- 2021 Dawn - Yebba